# Jesper Rönndahl
Per Jesper Rönndahl, född 27 juni 1979 i Veberöds församling, Malmöhus län, är en svensk komiker, programledare, författare, producent, skådespelare och radiopratare.

## Biografi och karriär
Rönndahl kommer från Veberöd, flyttade sedan till Malmö, men bor numera i Stockholm. Han säger sig ha funnit rampljuset genom spexet "Spyxet", under sin tid på gymnasieskolan Spyken i Lund. Efter gymnasiet arbetade han några månader i Skottland för att sedan ta en kandidatexamen i mediekunskap, idéhistoria och historia vid Lunds universitet. Under studietiden i Lund engagerade han sig mycket i Lunds studentradio, Radio AF.
År 1999 medverkade Rönndahl i starten av humorprogrammet Tinnitus på Radio AF, vilket ledde till medverkan i P3-programmet Så Funkar Det. Rönndahl har medverkat i bland annat radioprogrammet Pang Prego i Sveriges Radio P3.
Han har tidigare arbetat med Hej Domstol!, Morgonpasset, Söndag Hela Veckan och P3 Hiphop. Han har även bildat ett komiskt radarpar med komikern Simon Svensson, som också medverkat i Pang Prego. Tillsammans med Svensson, Sissela Benn och Emma Hansson bildar de humorgruppen Einsteins kvinnor, som hösten 2007 syntes i kortserien Centralskolan i SVT.
Rönndahl har också satt upp ett antal krogshower med Anders Johansson, Magnus Erlandsson och Fredrik Fritzson, till exempel En Gratis Krogshow (2006), En Billig Krogshow (2007), En Prisvärd Krogshow (2008) och Titta Vi Krogshow (2009).
Rönndahl var våren 2009 redaktör för SVT:s humorprogram Grillad, där han syntes tillsammans med Pang Prego-kollegan Josefin Johansson i två program. Han har också varit programledare i SVT:s ungdomsprogram Bobster. Sommaren 2009 spelade Rönndahl tillsammans med Josefin Johansson in en mindre humorserie för SVT Play. Under 2009 medverkade han också i programmet Comedy Fight Club som sändes på TV3.
I januari 2010 medverkade Rönndahl i starten av humorsajten Rikets sal tillsammans med bland andra Valle Westesson, Kristoffer Svensson, Nanna Johansson, Magnus Talib och Kalle Lind. Under hösten 2011 var han programledare för Extra! Extra!, och sedan 2011 arbetar han med P3-programmet Institutet i P3 tillsammans med Karin Gyllenklev.
Hösten 2013 turnerade Rönndahl runt om i landet med sin show Hej framtiden!, en show som hade nypremiär våren 2014
och som handlar om Rönndahls egen syn på och analys av framtiden. Framtidens musik är ett av ämnena som berörs. Vetenskap, historia och populärkultur förmedlas till publiken med hjälp av Rönndahls kvickhet. Föreställningen strävar efter en röd tråd och en uppfriskande, ihållande rytm.
Rönndahl var 2014 sommarvärd i SR:s Sommar i P1 och 2017 vintervärd i Vinter i P1. År 2016 utkom Rönndahl med boken Framtiden: en illustrerad guide på förlaget Volante, i vilken han både skrivit och ritat olika framtidsspaningar. Våren 2018 roastades Rönndahl i Under produktions årliga roast på Nöjesteatern i Malmö. Roastmaster var Kristoffer Svensson. I panelen fanns kollegor som Simon Svensson, Sandra Ilar och Petrina Solange.

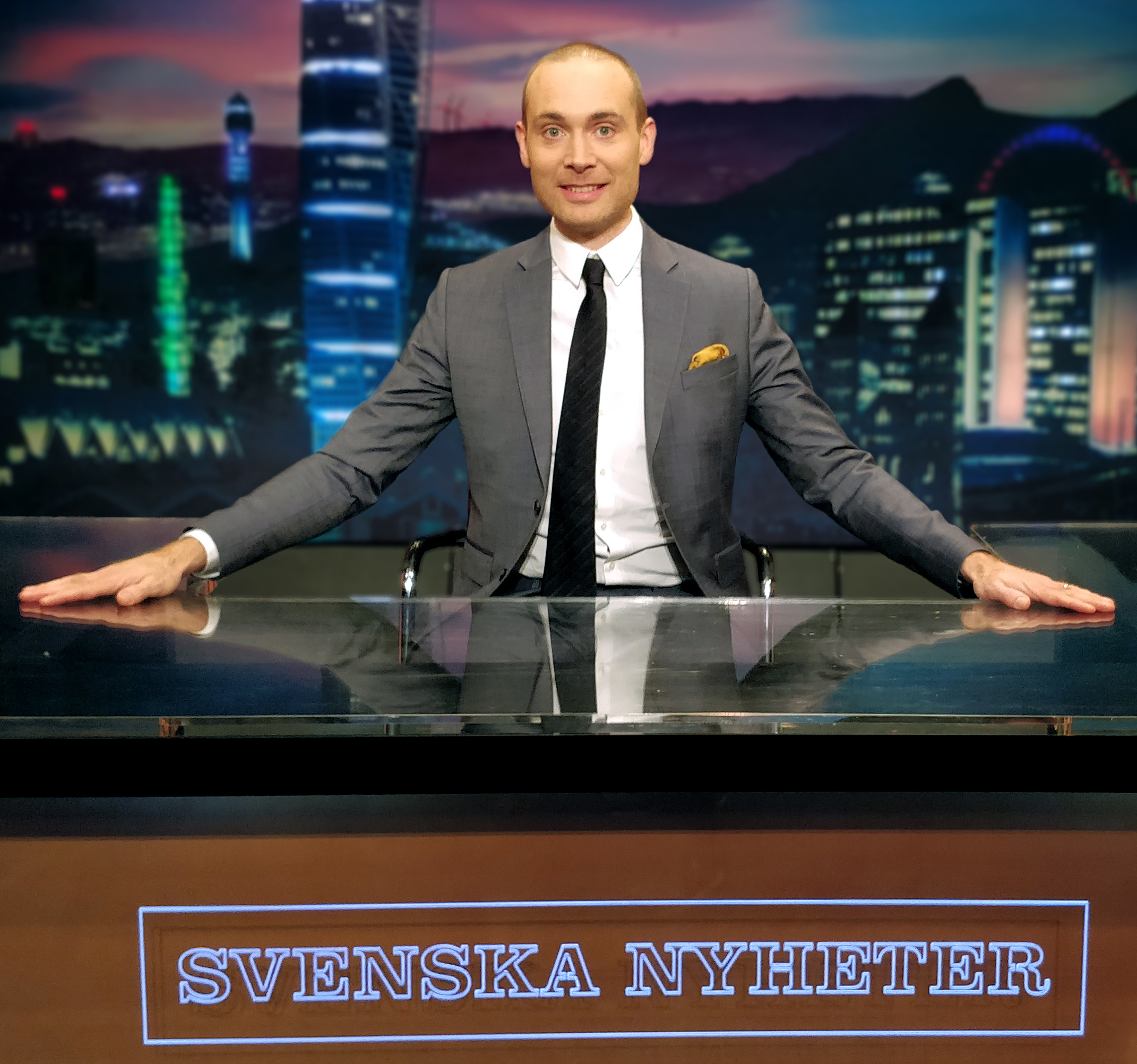
Jesper Rönndahl som programledare för Svenska nyheter 2019.

År 2018 blev Rönndahl programledare för SVT:s Svenska nyheter, en serie med "politisk satir efter anglosaxiskt snitt". Hösten 2018 uppmärksammades Rönndahl då han medverkat i en satirisk informationsfilm riktad till kinesiska turister, där kineser bland annat instruerades i att inte bajsa på offentliga platser. Bakgrunder till sketchen var en händelse i Stockholm då kinesiska turister avvisats från ett vandrarhem. Inslaget sändes på kinesiska och publicerades på en kinesisk webbplats, vilket ledde till att det uppmärksammades i kinesiska medier. Kinesiska ambassaden anklagade sketchen för att vara rasistisk och SVT uppmanades av det kinesiska utrikesdepartementet att "vidta åtgärder" med anledning av inslaget. Efter tre säsonger valde Rönndahl att sluta som programledare för Svenska nyheter år 2019. Som anledning till avhoppet uppgav Rönndahl att han inte var tillräckligt intresserad av politik för att leda programmet.
Rönndahl är sedan 2017 gift med Marie Agerhäll med vilken han skapat komediserien Dips som hade premiär på SVT 2018. Paret har även skrivit manus tillsammans och spelar två av huvudrollerna i serien.
2023 var Rönndahl, tillsammans med Farah Abadi, programledare för Melodifestivalen.

## Priser och utmärkelser
Rönndahl vann Standup-SM 2007, som avgjordes på Norra Brunn i Stockholm den 13 augusti 2007.
Rönndahl fick, tillsammans med Karin Gyllenklev, pris som årets folkbildare 2013 på Radiogalan för P3-programmet Institutet. Nomineringen lyder: "Vetenskap och humor på en och samma gång. Det väcker nyfikenhet och förmedlar kunskap genom entusiastiska programledare." Rönndahl och Gyllenklev fick 2015 även motta priset Årets folkbildare från föreningen Vetenskap och Folkbildning.
År 2018 tilldelades Rönndahl Tage Danielsson-priset. År 2019 fick han utmärkelsen Årets skåning.

## Deltagande iPå spåret
Rönndahl har medverkat i SVT:s fredagsunderhållning På Spåret fyra gånger tillsammans med Elisabeth Höglund, varav de vunnit två gånger. Säsongen 2013/14 tävlade Rönndahl och Höglund tillsammans för första gången. Före programmet hade de två deltagarna aldrig träffat varandra. Båda ansåg att de kompletterade varandra väl, eftersom de var kunniga inom olika områden. De slutade på andra plats och besegrades av Göran Everdahl och Helena von Zweigbergk med 37–32 i finalen. Matchen hyllades av tittarna som väldigt spännande.
Säsongen 2014/15 vann Rönndahl och Höglund tävlingen. I finalen mötte de Filip Hammar och Fredrik Wikingsson och vann med 32–26. Säsongen 2015/16 slog paret Höglund/Rönndahl nytt inofficiellt poängrekord i På Spåret genom att samla ihop 51 poäng i semifinalen mot Louise Epstein och Thomas Nordegren. Rönndahl och Elisabet Höglund vann programmet en andra gång då de besegrade Göran Hägglund och Anna Ekström i finalen.

## Film och TV
- 2008 – Skägget i brevlådan (biroll)
- 2009 – Bobster (programledare)
- 2009 – Grillad (redaktör)
- 2009 – Comedy Fight Club
- 2010 – Syskonen (TV-serie)
- 2011 – Telefonsupporten
- 2011 – Extra! Extra! (programledare)
- 2013–2018 – På spåret (TV-serie) (deltagare)
- 2013–2014 – Intresseklubben (TV-serie) (deltagare)
- 2014 – Överliggaren
- 2018–2019 – Svenska nyheter (TV-serie) (programledare)
- 2018 – Dips (TV-serie) (producent, manusförfattare och skådespelare)
- 2023 – Melodifestivalen (programledare)
- 2025 – Gränsfall (TV-serie) (producent, manusförfattare och skådespelare)